# 東京ガスエンジニアリングソリューションズ
東京ガスエンジニアリングソリューションズ株式会社（とうきょうガスエンジニアリングソリューションズ、英: Tokyo Gas Engineering Solutions Corporation, TGES）は、東京ガスグループの企業である。

## 概要
旧会社の東京ガス・エンジニアリング（とうきょうガスエンジニアリング）は、1974年に設立されたガス体エネルギーの製造・利用・供給および関連設備の設計などを中心とした事業を行う東京ガスグループの企業であった。2015年4月1日に同グループの株式会社エネルギーアドバンスと統合され、TGESが設立された。

## 沿革
- 1974年（昭和49年）- 東京ガス・エンジニアリング株式会社設立。
- 1976年（昭和51年）- 大型工業炉などの建設工事受注を本格的に開始。
- 1983年（昭和58年）- コンピューターマッピングシステムを汎用商品化。東京プラントサービス株式会社を設立。
- 1984年（昭和59年）- フランス製ガスレンジ「ロジェール」の輸入販売を開始。
- 1986年（昭和61年）- マッピング・エネルギー利用分野組織を設置。
- 1989年（平成元年）- 水道マッピングシステム株式会社を設立。温水暖房システムTESの販売を開始。
- 1990年（平成2年）- TGEシンガポールを設立。
- 1992年（平成4年）- 東京ガスアジアを設立。
- 1994年（平成6年）- 本社を港区から新宿パークタワーに移転。
- 1998年（平成10年）- ISO 9001を認証取得。
- 2006年（平成18年）
  - 本社を新宿区から大田区蒲田に移転
  - グリーンテック東京と合併し、グリーンテック事業部を設立。
- 2015年（平成27年）- 株式会社エネルギーアドバンスと合併し、東京ガスエンジニアリングソリューションズ株式会社を設立[1][2]。
- 2016年（平成28年）- 本社所在地を東京都港区海岸1丁目5番20号の東京ガス浜松町本社ビルから、同港区海岸1丁目2番3号の汐留芝離宮ビルディングへ移転[3]
- 2022年（令和4年）
  - 4月 - TGESスマエネサービス株式会社を吸収合併[4]。
  - 6月 - 東京ガスリキッドホールディングス株式会社を吸収合併[5]。
- 2023年（令和5年）- 株式会社東京エネルギーサービスを吸収合併[6]。

## 活動実績
- 1980年
  - 台湾・大台北区ガスホルダー建設（海外初物件）
  - 東新潟LNG受入基地のコンサルタント業務を受注
- 1981年
  - 新大分LNG受入基地技術援助業務を開始
  - 韓国における新規都市ガス事業コンサルタント業務を実施
- 1984年
  - 台湾・韓国のLNG受入基地のコンサルタント業務を受注
  - 静岡ガス・北海道ガスからマッピングシステムを受注
- 1985年
  - 北京市ガス公社のガスメーター製造設備工事を受注
  - 東京工科大学の自家発電設備工事を受注
- 1986年
  - 東京都水道局の水道マッピングシステムを受注
- 1990年
  - ポルトガルLNG受入基地のコンサルタント業務を受注
  - 埼玉県南水道企業団・神奈川県企業庁水道局のマッピングシステムを受注
- 1991年
  - 西部ガスの福北工場LNG受入基地地下タンクを受注
- 1992年
  - 仙台市ガス局のLNG受入基地一括元請を受注
- 1995年
  - 東部ガス秋田支社のSNG製造設備を受注
- 1996年
  - 三洋電機東京製作所にガスタービンを設置
- 1998年
  - 金沢市企業局の港工場での13Aガス製造設備を受注
- 2000年
  - 西部ガスより長崎LNG受入基地の地下タンクを受注
- 2001年
  - 山口合同ガスのサテライト基地建設工事を受注
- 2002年
  - 北海道ガスの函館LNG基地建設工事を受注
- 2003年
  - 南富士パイプラインの南富士幹線高圧導管工事を受注
- 2004年
  - 新日本石油の八戸LNG2次基地の建設工事を受注
  - シンガポールのLNG導入プロジェクトFS業務を受注
  - 中国浙江省LNG基地よりFEED（英語版、オランダ語版）業務を受注
- 2005年
  - 西部ガスの熊本工場LNG地下貯槽建設工事を受注
  - 中国大連LNG基地FEED（基本設計）業務を受注
  - PGN（英語版）より西ジャワパイプラインプロジェクトコンサルの業務を受注
- 2006年
  - 上海ガスのLNGピークシェービング基地EPCMを受注
- 2007年
  - 東京ガスの千葉～鹿島ラインステーション建設工事を受注
- 2008年
  - 北海道ガスの石狩LNG基地建設工事を受注[7]
  - 国際石油開発帝石の直江津LNG基地建設工事を受注[8]
- 2009年
  - 静浜幹線中央ラインの掛川市～袋井市区間高圧幹線新規建設工事を受注[9]
- 2010年
  - 東京ガスの新根岸・横浜幹線II期ステーション建設工事を受注[10]
- 2011年
  - 仙台市ガス局の港工場復興工事を受注
  - 東京ガスの日立LNG基地建設工事を受注[11]
- 2012年
  - 北海道ガスの石狩LNG基地No.2LNG貯槽建設工事を受注
  - 東部ガスの秋田内航船LNG受入基地建設工事を受注
  - ペトロベトナムガス社（ロシア語版）のティバイLNG受入基地のFEED業務を受注[12]
- 2013年
  - 盛岡ガスのLNGサテライト及び太陽光発電設備建設工事を受注[13]
  - 釡石ガスのLNGサテライト建設工事を受注
  - 東部ガスの秋田支社熱調設備建設工事を受注
- 2014年
  - タイPTTLNG（wikidata）のマプタプット（英語版）LNG基地拡張設備建設工事におけるPMC業務を受注[14]
- 2017年
  - バングラデシュのPetrobangla社（英語版）からLNG受入基地に関するFS等業務を受注[15]
- 2018年
  - タイ・Nong Fab（ノンファブ）LNG 受入基地建設におけるPMC業務を受注[16]
- 2019年
  - 台湾・永安LNG受入基地拡張計画における基本設計業務を受注[17]
- 2020年
  - タイ王国の再開発事業「One Bangkok（英語版）」における都市型地域冷房事業及び配電事業に参画[18]
- 2021年
  - バングラデシュにおけるLNG受入基地に関する2件目のFS等業務を受注[19]
- 2022年
  - タイマプタプット（英語版）地区におけるLNG受入基地建設計画の基本設計更新、EPCC入札マネジメント業務を受注[20]